# Ingvar Olsson
Ingvar „Tjotta“ Olsson (* 8. Juni 1923 in Eskilstuna; † 20. April 1982) war ein schwedischer Handball-, Fußballspieler und Fußballtrainer. Außerdem war er erfolgreich als Sänger.

## Laufbahn
Olsson begann seine Karriere bei IF Svea in Eskilstuna. 1944 wechselte er zum Lokalrivalen  IFK Eskilstuna, wo er jedoch nur ein Jahr spielte. Anschließend zog er innerhalb seines Heimatortes weiter zu IK City. Während des Zweiten Weltkrieges spielte er mit der Handballmannschaft der Fliegerstaffel F 11 Nyköping in der Handbollsallsvenskan.
1951 wechselte Olsson zu AIK. Der Klub aus Solna war aus der Allsvenskan abgestiegen und mit der Hilfe des Offensivspielers, der in zwölf Zweitligaspielen zehn Tore erzielen konnte, gelang die direkte Rückkehr ins schwedische Oberhaus. Dort fügte er sich gut ein und erzielte bei seinem Erstligadebüt am 17. August 1952 bei der 3:5-Niederlage gegen IFK Göteborg seine ersten beiden Erstligatreffer. 
Das Jahr 1954 gehörte zu den erfolgreichsten Saisons in Olssons Karriere. 
In der Spielzeit 1953/54 waren ihm 16 Saisontore gelungen und auch zu Beginn der folgenden Spielzeit zeichnete er sich als regelmäßiger Torschütze aus. Daher wurde er am 8. September zur schwedischen Nationalmannschaft berufen, kam aber bei der 0:7-Niederlage gegen die Auswahl der Sowjetunion in Moskau nicht zum Einsatz. 
1958 beendete Olsson seine Erstligakarriere nach 122 Erstligaspielen. Mit 70 Toren liegt er an fünfter Stelle der erfolgreichsten Torschützen von AIK. Seine Laufbahn ließ er 1959 bis 1961 bei Gimonäs CK und anschließend bis 1963 bei Edsbro IF ausklingen.
Als Trainer arbeitete er ab 1962 bei Edsbro IF, ehe er 1973 zu Rådmansö IF ging. 1975 kehrte er zu Edsbro IF und blieb noch einmal zwei Jahre.